# USS Howard (DDG-83)
USS Howard (DDG-83) — 33-й ескадрений міноносець КРО типа «Арлі Берк», будівництво яких було схвалене Конгресом США і 3-й есмінець цього типу серії IIa c АУ. Mark 45. Mod. 4/62.

## Назва

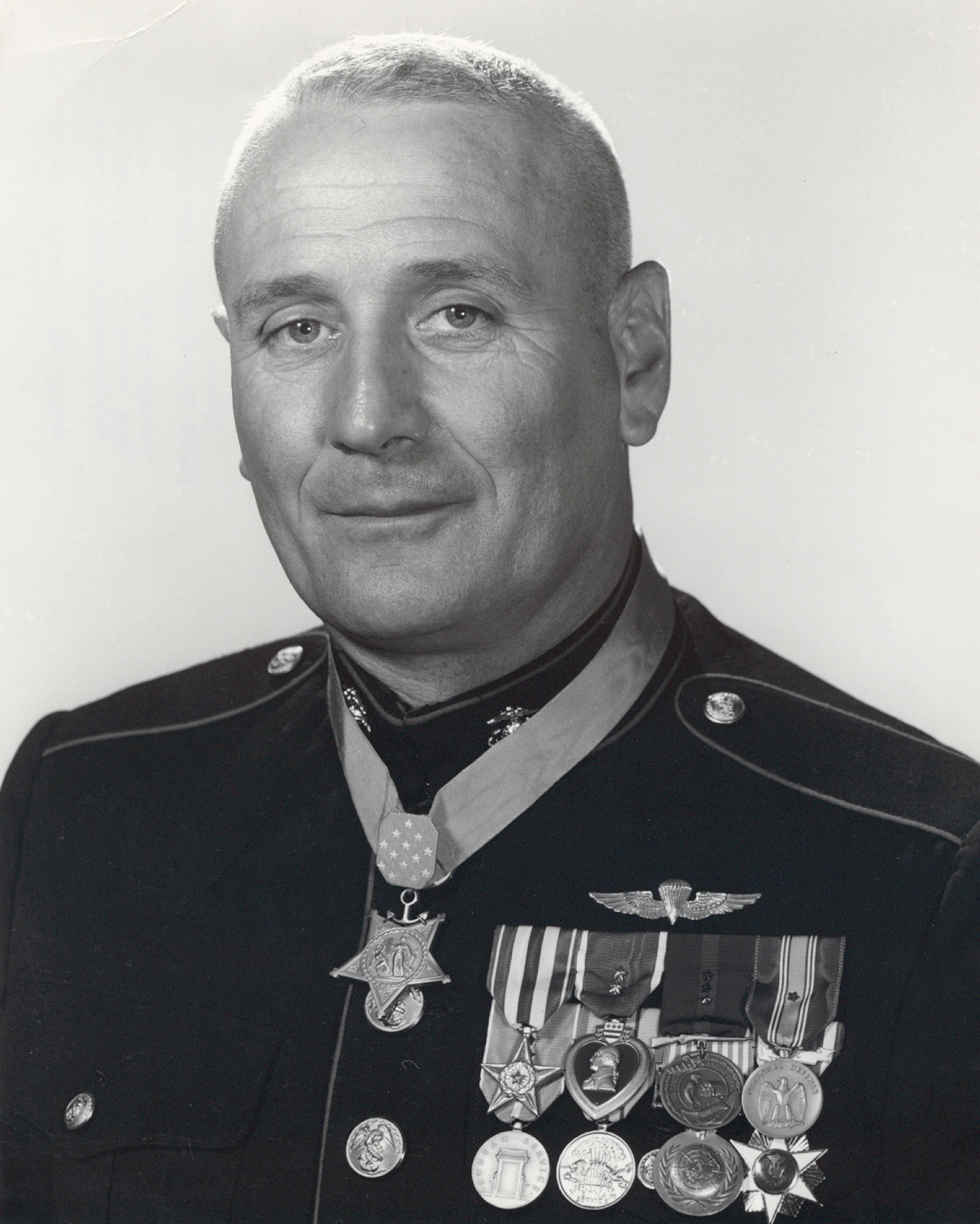
Джиммі Е. Говард

Есмінець названий на честь Джиммі Ерл Говарда, який народився 27 липня 1929 року, помер 12 листопада 1993 року. Він був сержантом корпусу морської піхоти і очолював розвідувальний патруль, що складався з вісімнадцяти осіб, під час запеклої битви проти батальйону Вьетконга в червні 1966 року. В результаті його героїчних дій, він став шостим морським піхотинцем США, якому була присуджена найвища нагорода США - «Медаль Пошани» - за героїзм в боях у В'єтнамі. «Медаль Пошани» була вручена президентом  Ліндоном  Джонсоном 21 серпня 1967 року під час церемонії, що проходила в Білому домі.

## Будівництво
Есмінець USS «Howard» (DDG 83) побудований компанією Bath Iron Works на корабельні в Баті, штат Мен, і став 19-м кораблем, побудований компанією.
Контракт на будівництво був підписано 20 червня 1996 року. Церемонія закладання кіля відбулася 8 грудня 1998 року. Церемонія хрещення і спуску на воду відбулася 20 листопада 1999 року. Спонсорами корабля стали: Тереза М. Ховард, вдова покійного Джиммі Ерл Говарда, на честь якого був названий корабель, і  Джилл Форман Халтін, дружина заступника міністра військово-морського флоту  Джеррі М. Хюльтіна. 21 травня 2011 року есмінець приступив до ходових випробувань. 20 жовтня введено в експлуатацію на військово-морській базі в Галвестон, штат Техас. 9 листопада прибув в порт приписки Сан-Дієго, штат Каліфорнія, після 8-тижневого транзиту з Бата, штат Мен.

## Бойова служба
24 травня 2004 року залишив порт приписки для свого першого розгортання спільно з ударною групою авіаносця USS «John C. Stennis» (CVN-74) для підтримки війни з тероризмом. Група Strike спочатку вирушить в Затоку Аляска, щоб взяти участь в навчаннях «Northern Edge 2004», спільному заході ВВС США і Корпусу морської піхоти. Також взяв участь в навчаннях «RIMPAC 04».
13 вересня 2006 року залишив порт приписки у складі ударної групи десантного корабля USS «Boxer» (LHD-4) для підтримки війни з тероризмом.
28 вересня 2008 року, Говард переслідував українське судно Faina , яке 25 вересня 2008 року було захоплено сомалійськими піратами на шляху до Кенії.  Faina перевозила 33 танки Т-72, а також боєприпаси та запасні частини.  Фаїну, зрештою, звільнили пірати 5 лютого 2009 року.
21 червня 2016 року залишив порт приписки Сан-Дієго для участі в міжнародному навчанні "RIMPAC 2016».
з 13 по 17 липня 2017 року Бере участь у морській фазі тристоронніх навчань «Malabar 2017», які проходили в Бенгальській затоці. 25 жовтня прибув в зону відповідальності 7-го флоту США, завершивши тримісячне розгортання в зоні відповідальності 5-го флоту США. 28 жовтня прибув з візитом в порт Коломбо, Шрі-Ланка. 5 грудня повернувся в порт приписки Сан-Дієго. 26 грудня компанія BAE Systems від військово-морського флоту США отримала контракт на проведення модернізації есмінця вартістю 47,8 млн доларів США, які будуть проведені на корабельні компанії в Сан-Дієго. Контрактом передбачено варіанти, при реалізації яких вартість контракту може бути збільшена до 66,5 млн доларів США.  Їх завершення заплановано н травень 2019 року.
8 серпня 2021 року прибув до свого нового місця дислокації в порт Йокосука, який знаходиться в зоні відповідальності сьомого флоту ВМС США.